# Giải Tinh thần độc lập cho nam diễn viên chính xuất sắc nhất
Giải Tinh thần độc lập cho nam diễn viên chính xuất sắc nhất là một trong các giải Tinh thần độc lập dành cho nam diễn viên đóng vai chính trong một phim độc lập, được bầu chọn là xuất sắc nhất. Giải này được lập từ năm 1985.

## Các người đoạt giải & được đề cử

### Thập niên 1980
- 1985: M. Emmet Walsh - Blood Simple
  - Rubén Blades - Crossover Dreams
  - Tom Bower - Wildrose
  - Treat Williams - Smooth Talk
- 1986: James Woods - Salvador
  - Roberto Benigni - Down by Law
  - Willem Dafoe - Platoon
  - Dennis Hopper - Blue Velvet
  - Victor Love - Native Son
- 1987: Dennis Quaid - The Big Easy
  - Spalding Gray - Swimming to Cambodia
  - Terry O'Quinn - The Stepfather
  - Mickey Rourke - Barfly
  - James Woods - Best Seller
- 1988: Edward James Olmos - Stand and Deliver
  - Eric Bogosian - Talk Radio
  - Harvey Fierstein - Torch Song Trilogy
  - Chris Mulkey - Patti Rocks
  - James Woods - The Boost
- 1989: Matt Dillon - Drugstore Cowboy
  - Nicolas Cage - Vampire's Kiss
  - Charles Lane - Sidewalk Stories
  - Randy Quaid - Parents
  - James Spader - Sex, Lies, and Videotape

### Thập niên 1990
- 1990: Danny Glover - To Sleep with Anger
  - Martin Priest - The Plot Against Harry
  - Christopher Reid - House Party
  - Michael Rooker - Henry: Portrait of a Serial Killer
  - Christian Slater - Pump Up the Volume
- 1991: River Phoenix - My Own Private Idaho
  - Doug E. Doug - Hangin' with the Homeboys
  - Robert Duvall - Rambling Rose
  - Gary Oldman - Rosencrantz & Guildenstern Are Dead
  - William Russ - Pastime
- 1992: Harvey Keitel - Bad Lieutenant
  - Craig Chester - Swoon
  - Laurence Fishburne - Deep Cover
  - Peter Greene - Laws of Gravity
  - Michael Rapaport - Zebrahead
- 1993: Jeff Bridges - American Heart
  - Mitchell Lichtenstein - Hsi yen (The Wedding Banquet)
  - Matthew Modine - Equinox
  - Vincent D'Onofrio - Household Saints
  - Tyrin Turner - Menace II Society
- 1994: Samuel L. Jackson - Pulp Fiction
  - Sihung Lung - Yin shi nan nu (Eat Drink Man Woman)
  - William H. Macy - Oleanna
  - Campbell Scott - Mrs. Parker and the Vicious Circle
  - Jon Seda - I Like It Like That
- 1995: Sean Penn - Dead Man Walking
  - Nicolas Cage - Leaving Las Vegas
  - Tim Roth - Little Odessa
  - Jimmy Smits - My Family
  - Kevin Spacey - Swimming with Sharks
- 1996: William H. Macy - Fargo
  - Chris Cooper - Lone Star
  - Chris Penn - The Funeral
  - Tony Shalhoub - Big Night
  - Stanley Tucci - Big Night
- 1997: Robert Duvall - The Apostle
  - Peter Fonda - Ulee's Gold
  - Philip Baker Hall - Sydney
  - Christopher Guest - Waiting for Guffman
  - John Turturro - Box of Moon Light
- 1998: Ian McKellen - Gods and Monsters
  - Dylan Baker - Happiness
  - Nick Nolte - Affliction
  - Sean Penn - Hurlyburly
  - Courtney B. Vance - Blind Faith
- 1999: Richard Farnsworth - The Straight Story
  - John Cusack - Being John Malkovich
  - Terence Stamp - The Limey
  - David Strathairn - Limbo
  - Noble Willingham - The Corndog Man

### Thập niên 2000
- 2000: Javier Bardem - Before Night Falls
  - Adrien Brody - Restaurant
  - Billy Crudup - Jesus' Son
  - Hill Harper - The Visit
  - Mark Ruffalo - You Can Count on Me
- 2001: Tom Wilkinson - In the Bedroom
  - Brian Cox - L.I.E.
  - Ryan Gosling - The Believer
  - Jake Gyllenhaal - Donnie Darko
  - John Cameron Mitchell - Hedwig and the Angry Inch
- 2002: Derek Luke - Antwone Fisher
  - Graham Greene - Skins
  - Danny Huston - Ivansxtc
  - Jeremy Renner - Dahmer
  - Campbell Scott - Roger Dodger
- 2003: Bill Murray - Lost in Translation
  - Peter Dinklage - The Station Agent
  - Paul Giamatti - American Splendor
  - Ben Kingsley - House of Sand and Fog
  - Lee Pace - Soldier's Girl
- 2004: Paul Giamatti - Sideways
  - Kevin Bacon - The Woodsman
  - Jeff Bridges - The Door in the Floor
  - Jamie Foxx - Redemption: The Stan Tookie Williams Story
  - Liam Neeson - Kinsey
- 2005: Philip Seymour Hoffman - Capote
  - Jeff Daniels - The Squid and the Whale
  - Terrence Howard - Hustle & Flow
  - Heath Ledger - Brokeback Mountain
  - David Strathairn - Good Night, and Good Luck.
- 2006: Ryan Gosling - Half Nelson
  - Aaron Eckhart - Thank You for Smoking
  - Edward Norton - The Painted Veil
  - Ahmad Razvi - Man Push Cart
  - Forest Whitaker - American Gun
- 2007: Philip Seymour Hoffman - The Savages 
  - Pedro Castaneda - August Evening
  - Don Cheadle - Talk to Me
  - Frank Langella - Starting Out in the Evening
  - Tony Leung - Lust, Caution (Se, jie)
- 2008: Mickey Rourke - The Wrestler
  - Javier Bardem - Vicky Cristina Barcelona
  - Richard Jenkins - The Visitor
  - Sean Penn - Milk
  - Jeremy Renner - The Hurt Locker